# Esteban Requejo González
Esteban Requejo González és un actor i director de cinema espanyol. Va dirigir el seu primer curtmetratge, Cien kilos de inspiración, el 1991, i el 1996 fou nominat al Goya al millor curtmetratge de ficció per El tren de las ocho. El 2007 va dirigir el curt La palabra enferma, amb guió escrit per ell, sobre l'afàsia i altres malalties de comunicació social.
Com a actor ha participat al curtmetratge Perfect day (2010) de Juanma Carrillo i Félix Fernández, que forma part de la trilogia Cover me, de temàtica LGBTI. El 2016 va participar en el curt Trousers bar dirigida per Kristen Bjorn amb guió de John Gielgud escrit a mitjans del 1970, també de temàtica gai i considerada porno suau.